# Dirranbandi
Dirranbandi is een plaats in de Australische deelstaat Queensland en telt 437 inwoners (2006).